# Le Sens des choses
Le Sens des choses est une série télévisée française créée par Noé Debré et Benjamin Charbit, diffusée à partir du 28 mars 2025 sur Max,.

## Synopsis
À la fois rabbine et en pleine quête personnelle, Léa, 28 ans, tente de concilier responsabilités spirituelles, vie familiale et remises en question. Comment guider les autres quand on cherche encore son propre chemin ?

## Distribution
- Elsa Guedj : Léa
- Eric Elmosnino : André
- Manu Payet : Ilan
- Noémie Lvovsky : Perle
- Solal Bouloudnine : Joël
- Anouk Grinberg : Laurence
- Suzy Bemba : Suzanne
- Lionel Dray : Arié
- Brigitte Sy : Jeannine